# María Cabrera
María Cabrera (n. circa 1467 - m. Guadalajara, 1527) fue una bailaora, amazona, volatinera y contorsionista, considerada la gitana española más antigua de la que se conoce el nombre.
Fruto de su amor con Diego Hurtado de Mendoza y Luna, III duque del Infantado nació Martín de Mendoza, arcediano de Guadalajara y Talavera de la Reina, legitimado por la reina Juana I de Castilla en 1514.

## Biografía
Su familia debió de llegar a España desde tierras de Chipre y Siria con la tribu zíngara de cien personas del conde Martín de Egipto Menor,  que consiguió de Alfonso V de Aragón el 21 de abril de 1460 un salvoconducto para viajar por sus dominios, y fueron recibidos por el rey en Castellón de la Plana. El 22 de noviembre de 1462 llegaron a Jaén, donde fueron agasajados por el condestable Miguel Lucas de Iranzo.
Se calcula que su nacimiento debió de tener lugar en algún punto de España hacia el año 1467. Desde pequeña debió ser educada en el mundo de la compañía de entretenimiento a la que pertenecía su familia. Dominaba diversas disciplinas: además de la danza, fue una experta amazona, y hacía grandes acrobacias en la cuerda floja. La compañía familiar participó en 1488 en las fiestas del Corpus de Guadalajara, invitados a una zambra en el Palacio del Infantado, propiedad de  Íñigo López de Mendoza, II duque del Infantado. Durante la fiesta conoció al joven Diego Hurtado de Mendoza y Luna, primogénito del duque, que se enamoró de ella al verla montar a caballo.
Diego Hurtado de Mendoza hizo que se retirase de la compañía, se asentase en la ciudad y le proporcionó unas casas donde fue visitada durante años por sus parientes gitanos cuando pasaban por la ciudad. Un año más tarde, en 1489, fruto de su amor con el duque del Infantado, nació su hijo Martín de Mendoza, apodado el gitano, que fue legitimado por la reina Juana I de Castilla y siguió carrera eclesiástica ocupando diferentes dignidades.